# Chelonus cautus
Chelonus cautus är en stekelart som beskrevs av Cresson 1872. Chelonus cautus ingår i släktet Chelonus och familjen bracksteklar. Inga underarter finns listade i Catalogue of Life.